# Carl Friedrich Ritter

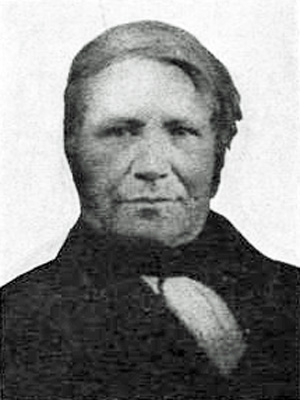
Carl Friedrich Ritter

Carl Friedrich Ritter, auch Karl Friedrich Ritter, (* 7. April 1797 in Frankleben; † 19. Mai 1863 in Merseburg) war ein deutscher Klavierbauer.

## Leben
Carl Friedrich Ritter wurde als Sohn eines Schulleiters geboren. Er besuchte erst die Schule seines Vaters, dann das Gymnasium in Merseburg. Aus den Feldzügen von 1813 bis 1815 zurückgekehrt, absolvierte er zunächst eine Ausbildung als Glaser und ging dann, dem damaligen Brauch folgend, mit diesem Handwerk auf Wanderschaft.
In Baden-Baden machte er die Bekanntschaft mit dem Klavierbauer Meister Wittum. Dort entdeckte er sein Interesse für den Klavierbau und absolvierte bei ihm seine zweite Lehre.
Nach Beendigung dieser Ausbildung zog Ritter als Klavierbauer auf Wanderschaft zu dem damaligen Hauptschauplatz der Klavierbaukunst nach Wien. In unterschiedlichen Werkstätten Wiens erweiterte er sein Wissen und Können im Bauen von Flügeln und Klavieren, bis er nach Merseburg zurückging und 1828 seine eigene Werkstatt eröffnete. Sein Sohn sollte seine Firma einmal zu einem großen Unternehmen machen – der C. Rich. Ritter Halle a/S Pianoforte Fabrik.
Seine Instrumente fanden wegen ihrer hohen Qualität großen Absatz, sodass Ritter seine Werkstatt vergrößern und Mitarbeiter einstellen konnte.
Ritter war verheiratet mit Rosine Dorothea Asmus, die sein Unternehmen tatkräftig unterstützte. Ihr gemeinsamer Sohn Karl (Carl) Richard Ritter (1836–1917) übernahm das Geschäft seines Vaters nach dessen Tod im Jahr 1863 und führte es erfolgreich weiter. Auch in der nächsten Generation blieb der Betrieb in Familienbesitz, dann allerdings in Halle.